# MTV Unplugged (Mariah Carey-album)
Az MTV Unplugged Mariah Carey amerikai énekesnő középlemeze és első koncertfelvétele. Az MTV Unplugged koncert keretében Carey hat saját számát adta elő, valamint egy feldolgozást, az I’ll Be There-t, melyet a nagy sikerre való tekintettel kislemezen is megjelentettek, és több országban is a slágerlisták élére került.

## Felvételek
Careynek sikerült legyőznie a lámpalázat, ami miatt sokáig nem adott koncertet, és cáfolni akarta a kritikusok híreszteléseit, miszerint élőben nem tud énekelni, magas hangját a stúdióban szintetizátorok segítségével hozzák létre. Ezért lépett fel az MTV zenei csatorna MTV Unplugged műsorának keretében. A műsor lényege az volt, hogy csak akusztikus hangszerekkel kísérték az előadót. Careynek az elsőként előadott dal, az Emotions magas hangjainak kiéneklésével sikerült bizonyítania, hogy valóban énekel albumain. A műsor sikere után az egyik előadott dal, az I’ll Be There című The Jackson 5-feldolgozás – melyet Carey Trey Lorenzzel együtt adott elő – megjelent kislemezen is, és a Billboard slágerlista élére került. Careynek a 17 listavezető számából ez az egyetlen, melynek írásában nem működött közre. A teljes koncert megjelent az MTV Unplugged EP-n, ezen a dalok előtti bevezetők is hallhatók, melyeken Carey bemutatja az egyes számokat.

## Fogadtatása
Az MTV Unplugged EP a Billboard 200 slágerlista 3. helyéig jutott, tizennégy hétig maradt a Top 20-ban és ötvenhét hétig a listán. 2005-ig 2,73 milliót adtak el belőle az USA-ban a Nielsen SoundScan adatai szerint, és a RIAA-tól 1994 decemberében háromszoros platinalemez minősítést kapott. Világszerte 2005-ig kb. kilencmillió példányban kelt el az EP.
Carey előadása meggyőzte tehetségéről azokat a kritikusait is, akik korábban azt gondolták, nem tud énekelni. Az EP sikere ahhoz vezetett, hogy a Sony abbahagyta Carey második albumának, az Emotionsnak a promócióját, hogy az EP-t reklámozhassa helyette.
A lemez bevételeit jótékony célokra ajánlották fel, többek közt az AIDS kutatására és a feketék továbbtanulásának elősegítésére. Ez volt a Sony kiadó első olyan albuma, ami minidisc formátumban is megjelent, 1992 decemberében.
A koncert videófelvételen is megjelent MTV Unplugged Plus 3 címmel, bónusz videóklipekkel.

## Dalok
1. Emotions – 4:00
2. If It’s Over – 3:47
3. Someday – 3:56
4. Vision of Love – 3:36
5. Make It Happen – 4:09
6. I’ll Be There (duett Trey Lorenzzel) – 4:42
7. Can’t Let Go – 4:35

## Kislemezek
- I’ll Be There (1992)
- If It’s Over (1992)

## Helyezések
| Ország             | Legfelső helyezés |
| ------------------ | ----------------- |
| Ausztrália         | 7                 |
| Ausztria           | 21                |
| Egyesült Királyság | 3                 |
| Franciaország      | 22                |
| Hollandia          | 1 (6 hétig)       |
| Japán              | 13                |
| Kanada             | 11                |
| Németország        | 30                |
| Svájc              | 19                |
| Svédország         | 36                |
| USA                | 3                 |
| Új-Zéland          | 1 (3 hétig)       |